# Frampol (gmina)
Frampol – gmina miejsko-wiejska w województwie lubelskim, w powiecie biłgorajskim. W latach 1975–1998 gmina położona była w województwie zamojskim.
Siedzibą gminy jest miasto Frampol. 31 grudnia 2006 gminę zamieszkiwało 6497 osób.

## Historia
Gmina Frampol powstała 1 stycznia?/13 stycznia 1870 w powiecie zamojskim w guberni lubelskiej w związku z utratą praw miejskich przez miasto Frampol i przekształceniu jego w wiejską gminę Frampol w granicach dotychczasowego miasta, z dołączeniem następujących wsi ze znoszonej gminy Abramów: Karolówka, Kąty, Komodzianka, Rzeczyce, Smoryń, Teodorówka, Wola Kątecka, Wola Radzięcka.
W 1919 roku gmina weszła w skład woj. lubelskiego. 1 stycznia 1923 gminę przyłączono do powiatu biłgorajskiego. 1 kwietnia 1930 do gminy przyłączono obszar zniesionej gminy Goraj; rozporządzenie to zostało uchylone 29 lipca 1939. W czasie okupacji niemieckiej gmina pozostawała w kształcie terytorialnym określonym w roku 1870.
Po wojnie gmina zachowała przynależność administracyjną. 1 lipca 1952 roku gmina składała się z 11 gromad. Gmina została zniesiona 29 września 1954 roku wraz z reformą wprowadzającą gromady w miejsce gmin. Jednostkę przywrócono 1 stycznia 1973 roku po reaktywowaniu gmin. W latach 1975–1998 gmina położona była w województwie zamojskim. 1 października 1993 roku Frampol odzyskał prawa miejskie, przez co gminę przekształcono w gminę miejsko-wiejską. Od 1999 gmina należy ponownie do powiatu biłgorajskiego w woj. lubelskim.

## Struktura powierzchni
Według danych z roku 2002 gmina Frampol ma obszar 107,61 km², w tym:
- użytki rolne: 63%
- użytki leśne: 32%

Gmina stanowi 6,41% powierzchni powiatu.

## Demografia

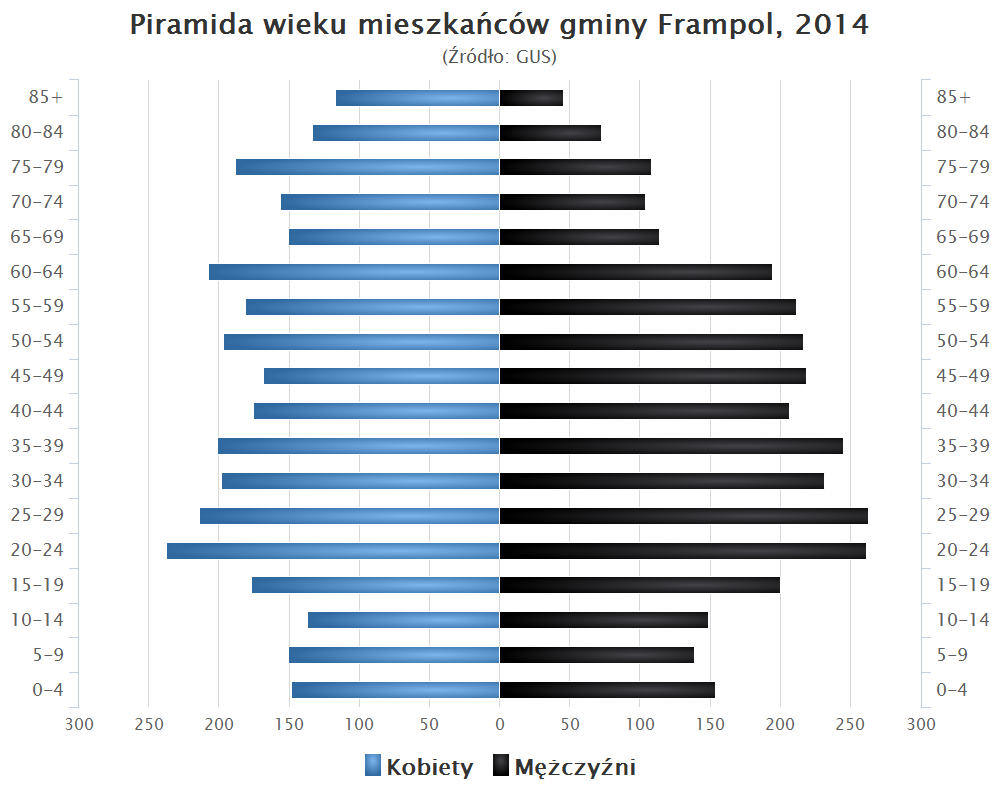
Piramida wieku mieszkańców gminy Frampol w 2014 roku

Dane z 30 czerwca 2004:
| Opis                              | Ogółem | Ogółem | Kobiety | Kobiety | Mężczyźni | Mężczyźni |
| --------------------------------- | ------ | ------ | ------- | ------- | --------- | --------- |
| Jednostka                         | osób   | %      | osób    | %       | osób      | %         |
| Populacja                         | 6575   | 100    | 3295    | 50,1    | 3280      | 49,9      |
| Gęstość zaludnienia [mieszk./km²] | 61,1   | 61,1   | 30,6    | 30,6    | 30,5      | 30,5      |

## Miejscowości
| Wykaz miejscowości podstawowych oraz ich integralnych części w administracji gminy Frampol | Wykaz miejscowości podstawowych oraz ich integralnych części w administracji gminy Frampol | Wykaz miejscowości podstawowych oraz ich integralnych części w administracji gminy Frampol | Wykaz miejscowości podstawowych oraz ich integralnych części w administracji gminy Frampol |
| Nazwa miejscowości | Identyfikator SIMC                                                                         | Rodzaj miejscowości                                                                        | Miejscowość podstawowa                                                                     |
| --- | ------------------------------------------------------------------------------------------ | ------------------------------------------------------------------------------------------ | ------------------------------------------------------------------------------------------ |
| Wygon | 0887180                                                                                    | część wsi                                                                                  | Chłopków                                                                                   |
| Nawozy | 0887167                                                                                    | część wsi                                                                                  | Chłopków                                                                                   |
| Tokarka | 0887173                                                                                    | część wsi                                                                                  | Chłopków                                                                                   |
| Kątek | 0887345                                                                                    | część wsi                                                                                  | Komodzianka                                                                                |
| Gwizdów | 1025210                                                                                    | część wsi                                                                                  | Komodzianka                                                                                |
| Góry | 0887322                                                                                    | część wsi                                                                                  | Komodzianka                                                                                |
| Drugie Góry | 0887316                                                                                    | część wsi                                                                                  | Komodzianka                                                                                |
| Budy Pierwsze | 0887300                                                                                    | część wsi                                                                                  | Komodzianka                                                                                |
| Budy Drugie | 0887470                                                                                    | część wsi                                                                                  | Komodzianka                                                                                |
| Zagródki | 0887405                                                                                    | część wsi                                                                                  | Radzięcin                                                                                  |
| Kolonia Helenowska | 0887380                                                                                    | część wsi                                                                                  | Radzięcin                                                                                  |
| Kolonia Stanisławowska | 0887397                                                                                    | część wsi                                                                                  | Radzięcin                                                                                  |
| Zakościele | 0887411                                                                                    | część wsi                                                                                  | Radzięcin                                                                                  |
| Warszawa | 0887440                                                                                    | część wsi                                                                                  | Rzeczyce                                                                                   |
| Polanie | 0887492                                                                                    | część wsi                                                                                  | Smoryń                                                                                     |
| Buczyn | 0887463                                                                                    | część wsi                                                                                  | Smoryń                                                                                     |
| Piaski | 0887486                                                                                    | część wsi                                                                                  | Smoryń                                                                                     |
| Wapniarka | 0887500                                                                                    | część wsi                                                                                  | Smoryń                                                                                     |
| Dół | 0887546                                                                                    | część wsi                                                                                  | Teodorówka                                                                                 |
| Hucisko | 0887552                                                                                    | część wsi                                                                                  | Teodorówka                                                                                 |
| Koniec | 0887569                                                                                    | część wsi                                                                                  | Teodorówka                                                                                 |
| Piaski | 0887581                                                                                    | część wsi                                                                                  | Teodorówka-Kolonia                                                                         |
| Górki | 0887612                                                                                    | część wsi                                                                                  | Wola Radzięcka                                                                             |
| Lisie Góry | 0887285                                                                                    | kolonia                                                                                    |                                                                                            |
| Sokołówka-Kolonia | 0887256                                                                                    | kolonia                                                                                    |                                                                                            |
| Kolonia Kąty | 0887279                                                                                    | kolonia wsi                                                                                | Kąty                                                                                       |
| Wola Radzięcka | 0887606                                                                                    | wieś                                                                                       |                                                                                            |
| Wola Kątecka | 0887598                                                                                    | wieś                                                                                       |                                                                                            |
| Teodorówka-Kolonia | 0887575                                                                                    | wieś                                                                                       |                                                                                            |
| Teodorówka | 0887530                                                                                    | wieś                                                                                       |                                                                                            |
| Chłopków | 0887150                                                                                    | wieś                                                                                       |                                                                                            |
| Stara Wieś | 0887523                                                                                    | wieś                                                                                       |                                                                                            |
| Korytków Mały | 0887351                                                                                    | wieś                                                                                       |                                                                                            |
| Smoryń | 0887457                                                                                    | wieś                                                                                       |                                                                                            |
| Komodzianka | 0887291                                                                                    | wieś                                                                                       |                                                                                            |
| Rzeczyce | 0887434                                                                                    | wieś                                                                                       |                                                                                            |
| Radzięcin | 0887374                                                                                    | wieś                                                                                       |                                                                                            |
| Pulczynów | 0887368                                                                                    | wieś                                                                                       |                                                                                            |
| Karolówka | 0887233                                                                                    | wieś                                                                                       |                                                                                            |
| Niemirów | 0887240                                                                                    | wieś                                                                                       |                                                                                            |
| Kąty | 0887262                                                                                    | wieś                                                                                       |                                                                                            |
| Sokołówka | 0887517                                                                                    | wieś                                                                                       |                                                                                            |
| Źródło: Państwowy Rejestr Nazw Geograficznych – miejscowości – format XLSX, Dane z państwowego rejestru nazw geograficznych – PRNG, Główny Urząd Geodezji i Kartografii, 1 stycznia 2025 Komisja Standaryzacji Nazw Geograficznych: Urzędowy wykaz nazw miejscowości (2012,2015). Wykaz urzędowych nazw miejscowości i ich części (xls) opublikowany [w:] Dz.U. z 2013 r. poz. 200 ze zmianami w Dz.U. z 2015 r. poz. 1636. [dostęp 2017-06-03]. [zarchiwizowane z tego adresu (2017-07-29)]. (pol.).{Cytuj stronę} Linki zewnętrzne: "opublikowany". |                                                                                            |                                                                                            |                                                                                            |

## Sołectwa
Chłopków, Karolówka, Kąty,
Komodzianka, Korytków Mały, Niemirów, Pulczynów, Radzięcin, Rzeczyce, Smoryń, Sokołówka, Stara Wieś, Teodorówka, Teodorówka-Kolonia, Wola Kątecka, Wola Radzięcka

## Sąsiednie gminy
Biłgoraj, Dzwola, Goraj, Radecznica